# Поллок, Дэвид, 2-й виконт Хенворт
Дэвид Бертрам Поллок, 2-й виконт Хенворт (англ. David Bertram Pollock, 2nd Viscount Hanworth; 1 августа 1916 — 31 августа 1996) — британский инженер, военный, адвокат и пэр.

## Биография
Родился 1 августа 1916 года. Единственный сын достопочтенного Чарльза Томаса Андерсона Поллока (1889—1918), офицера погибшего в бою в 1918 году и его жены Элис Джойс Бехер (1889—1950). Внук и преемник Эрнеста Поллока, 1-го виконта Хенворта (1861—1936). Он получил образование в Веллингтонском колледже, Тринити-колледже Кембриджского университета и в Королевской военной академии в Вулидже. Он был зачислен в Королевские инженеры, где дослужился до чина подполковника . Участник Второй мировой войны.
22 октября 1936 года после смерти своего деда, Эрнеста Поллока, 1-го виконта Хенворта, 20-летний Дэвид Поллок унаследовал титулы 2-го виконта Хенворта, 2-го барона Хенворта и 2-го баронета Поллока из Хенворта. Однако он был слишком молод, чтобы занять своё место в Палате лордов.
В 1958 году виконт Хенворт был принят в коллегию адвокатов из Иннер-Темпл с правом заниматься адвокатской практикой. Он был дипломированным инженером, членом Института инженерии и технологий, членом Королевского фотографического общества и Института дипломированных специалистов по качеству, а также членом Института инженеров-механиков.

## Личная жизнь
27 апреля 1940 года виконт Хенворт женился на Изольде Розамонд Паркер (26 июня 1918 — 13 октября 2014), дочери Джеффри Паркера и Изольды Мейбл Сесил Кроуфорд. у супругов было трое детей:
- Достопочтенная Джиллиан Изольда Жозефина Поллок (род. 1 апреля 1944)[2], 1-й муж с 1963 года — Тимоти фон Вебер Сарсон, от брака с которым у неё было четверо детей. В 1991 году супруги развелись. В 1999 году она вышла вторично замуж за Саймона Дигби Хью Глисона.
- Дэвид Стивен Джеффри Поллок, 3-й виконт Хенворт (род. 16 февраля 1946)[2], старший сын и преемник отца.
- Майор Достопочтенный Ричард Чарльз Стэндиш Поллок (6 февраля 1951 — 29 апреля 2005)[2].

Виконт Хенворт скончался 31 августа 1996 года в возрасте 80 лет. Ему наследовал его старший сын Дэвид.